# Villiers-Saint-Orien
Villiers-Saint-Orien é uma comuna francesa na região administrativa do Centro, no departamento Eure-et-Loir. Estende-se por uma área de 15,7 km². Em 2010 a comuna tinha 168 habitantes (densidade: 10,7 hab./km²).